# Heinrichstein (Saale)

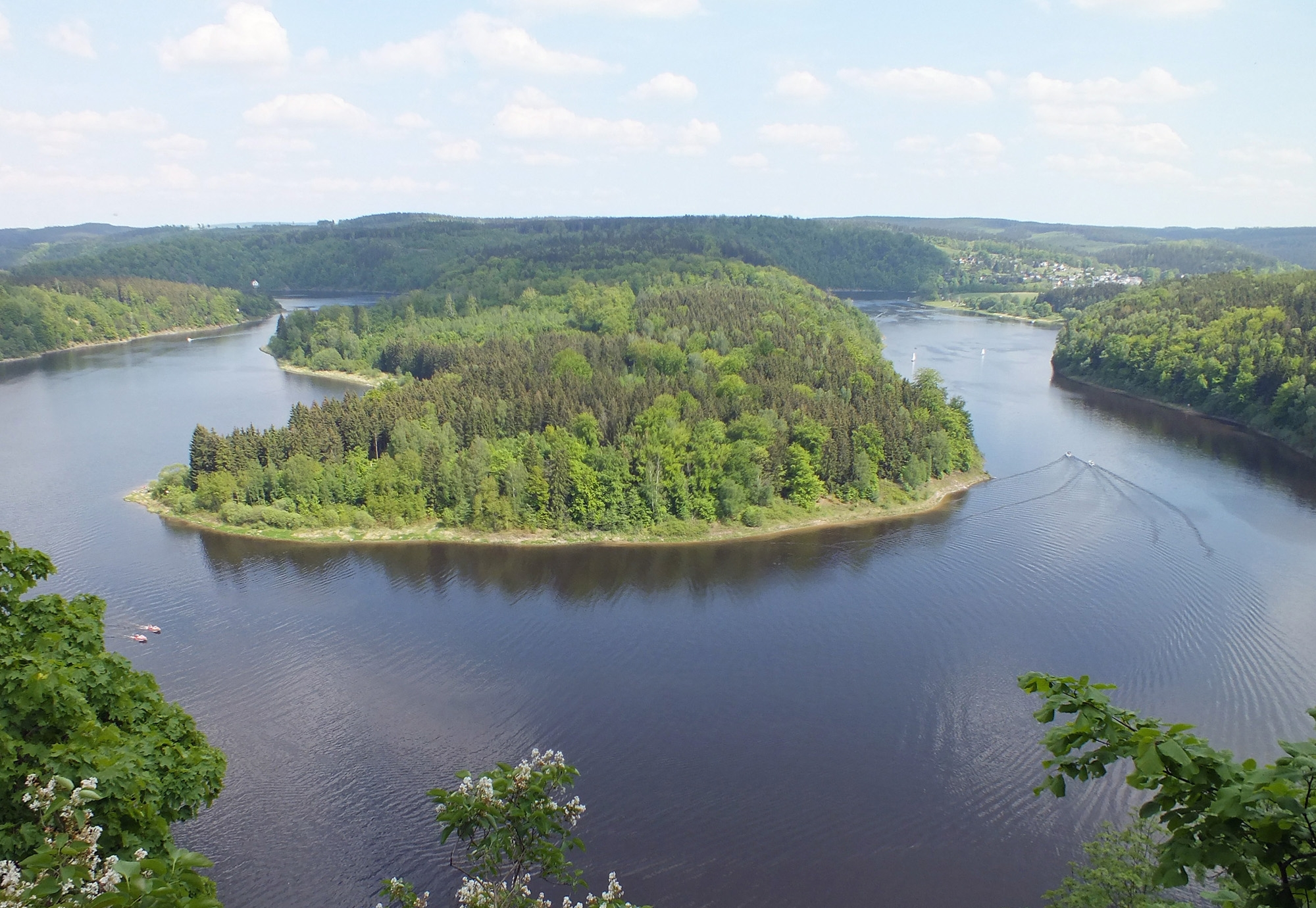
Blick vom Heinrichstein auf den oberen Teil der Bleilochtalsperre, rechts Saaldorf

Der Heinrichstein ist ein zerklüftetes Felsmassiv mit Aussichtspunkt am Westhang des Saaletals im oberen Bereich der Bleilochtalsperre. Die Höhe des Aussichtspunktes wird mit 515 Metern über dem Meeresspiegel angegeben; über den Wasserspiegel der Talsperre erhebt er sich etwa 100 Meter. Da er an der Außenseite eines Saalebogens liegt, bietet er gute Sicht auf einen großen Teil der Talsperre.
Der Heinrichstein liegt auf der Flur der ehemaligen Gemeinde Schönbrunn, die jetzt Teil der Stadt Saalburg-Ebersdorf ist. Wanderwege zum Heinrichstein führen von Schönbrunn über den „Grünen Esel“ und von Ebersdorf über das  „Pohlighaus“, jeweils mit einer Länge von etwa drei Kilometern.  
Es ist zu vermuten, dass der Heinrichstein seinen Namen nach den Herren von Reuß trägt, die seit dem 12. Jahrhundert alle den Rufnamen Heinrich hatten. Ein älterer Name ist Stuhfels, der auf das Stauen des Flusses am Prallhang hindeutet; der benachbarte Hang heißt heute noch Stuhleite.
Die erste schriftliche Erwähnung als Heinrichstein erfolgte in einer handschriftlichen Chronik von Ebersdorf, in der um 1740 von „Liebesmahlen auf dem Heinrichstein“ die Rede ist, die von der in Ebersdorf ansässigen Brüdergemeine abgehalten wurden und bei denen neben religiösen Handlungen auch gemeinsam gegessen und getrunken wurde. 1757 wurde er zum ersten Mal auf einer Landkarte eingezeichnet.
Die Schönheit der Aussicht vom Heinrichstein, auch schon vor dem Aufstau der Bleilochtalsperre, wurde bereits von Ludwig Ganghofer 1912 in zwei Gedichten gepriesen. Auch Julius Sturm verfasste Gedichte über den Heinrichstein, von denen eines in der Schutzhütte am Aussichtspunkt aushängt.
Das Gebiet um den Heinrichstein ist Naturschutzgebiet.